# Kartulipõrsad

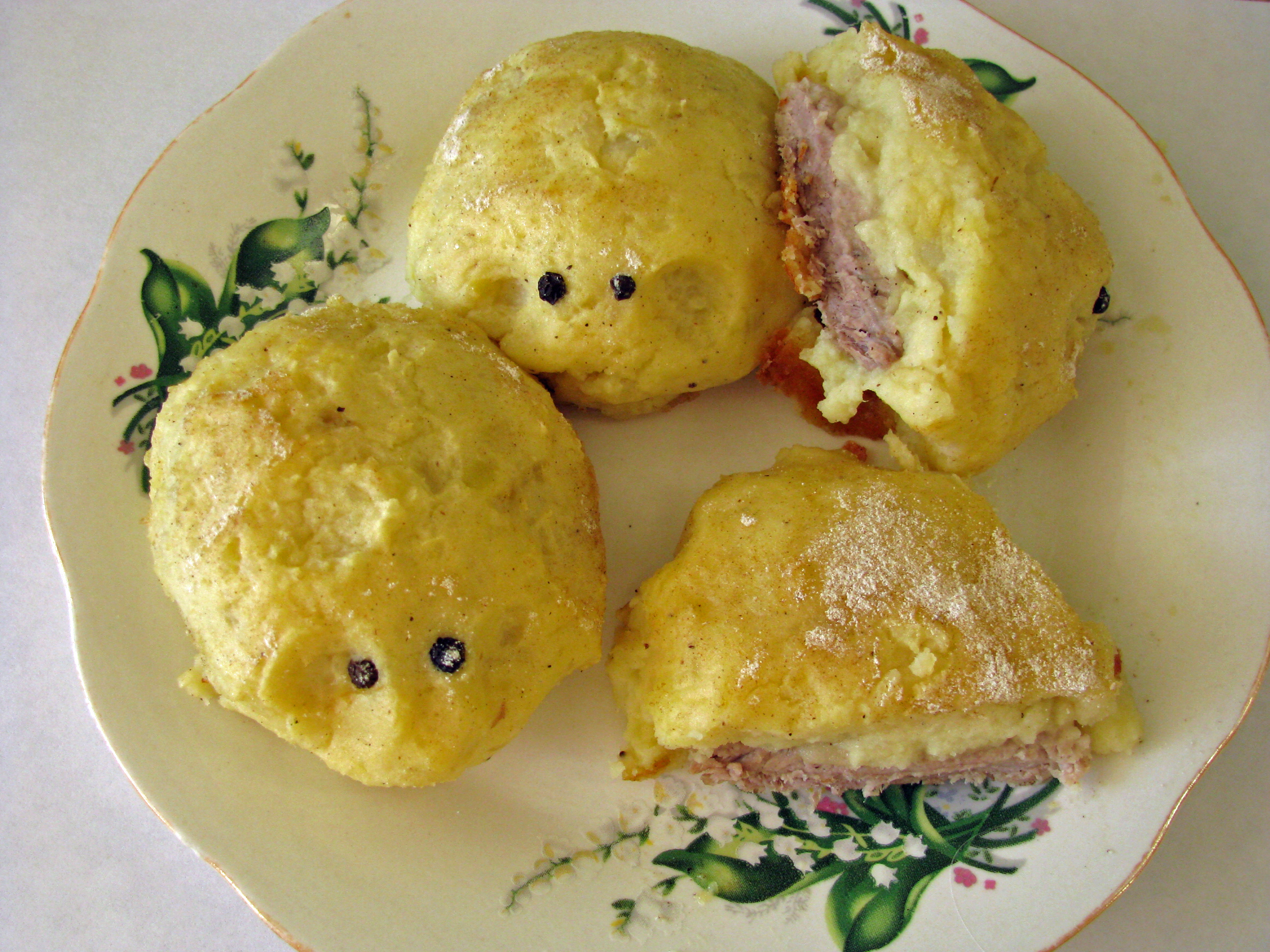
Kartulipõrsad

Kartulipõrsad ou  Kartuliporss (significando porquinhos de batata, em estónio) é um prato tradicional da culinária da Estónia.
É preparado com carne de porco, puré de batata, ovos, natas, farinha e manteiga, entre outros ingredientes possíveis.
A carne começa por ser cortada em pedaços do tamanho de uma caixa de fósforos pequena e frita numa frigideira. Depois, cada pedaço já quase cozinhado é envolvido numa massa feita com uma mistura do puré de batata com os restantes ingredientes, sendo-lhe dada a forma de uma bola lembrando um porquinho. Em seguida, os porquinhos assim formados são assados no forno. No fim, é costume regar os porquinhos com natas.
Em comparação com o puré de batatas, os porquinhos de batata apresentam uma maior consistência, mantendo sua forma de um dia para o outro.